# Broj 55 (2014.)
Broj 55 (eng. Number 55) je hrvatski ratni akcijski film redatelja Kristijana Milića, snimljen prema istinitom događaju iz 1991., a u javnosti predstavljen i doživljen kao prvi pravi akcijski film o Domovinskom ratu. Prvi je film u predviđenom nizu filmova koji bi prikazivali najvažnije bitke u Domovinskom ratu. Prvo prikazivanje bilo je u pulskoj areni u sklopu Pulskog filmskog festivala, 20. srpnja 2014. Film je dobio 8 zlatnih arena, uključujući i najvažniju, Veliku zlatnu arenu za najbolji film.
Prozvan je najboljim modernim filmom o Domovinskom ratu koji se bavi istinitim događajem.

## Radnja
Radnja filma temelji se na istinitom događaju uoči jeseni 1991. godine u selu Kusonje, blizu Pakraca. Mala skupina hrvatskih vojnika odlazi u ophodnju improviziranim oklopnim vozilom vlastite izrade. U Kusonjama upadaju u zasjedu, njihovo vozilo je onesposobljeno, a oni su prisiljeni sakriti se u obližnju kuću koja nosi kućni broj 55, po čemu je film dobio naslov. Njihov otpor udruženim snagama pobunjenih Srba, JNA i srpskih specijalaca traje gotovo 24 sata, a usporedno film prati napore njihovih suboraca da ih izvuku iz okruženja.

### Istinit događaj
Da bi se obranilo Pakrac, trebalo je osloboditi njegovo zaleđe, te zaustaviti napredovanje tzv. Banjalučkog korpusa i presijecanje autoceste Zagreb - Beograd. U prvoj oslobodilačkoj akciji tog područja, na katolički blagdan Male Gospe, 8. rujna 1991., skupina hrvatskih branitelja, pripadnika „A“ satnije 105. brigade ZNG-a, u improviziranom oklopnom vozilu otišla je u izviđanje. Na ulazu u selo Kusonje nisu naišli na neprijatelja, pa su nastavili dalje. U selu su upali u zasjedu četnika naoružanih i potpomognutih pripadnicima Jugoslavenske narodne armije. Neprijatelj je bio daleko brojniji i bolje naoružan. Oklopno vozilo je bilo onesposobljeno, te su se sklonili u kuću s kućnim brojem 55. Kuća je napadnuta, a branitelji su pružali žestoki otpor do idućeg jutra. Većina branitelja do tada je već poginula, a preživjeli su bili prisiljeni na predaju kada je neprijatelj minirao kuću, u jutarnjim satima 9. rujna. Suprotno svim konvencijama, mučeni su do smrti i bagerom zatrpani u zajedničku masovnu grobnicu. Svih 20 branitelja (od kojih je 18 iz Bjelovara) pronađeno je u zajedničkoj grobnici 29. siječnja 1992. u Rakovom Potoku (pokraj Kusonja), zajedno s još 23 civilne žrtve. Na obilježavanju druge obljetnice, 8. rujna 1993., četnici su postavili minu od koje je nekoliko ljudi poginulo i ranjeno. Među teško ranjenima bila je i Zorica Posarić, majka jednog od poginulih branitelja. O događajima u Kusonjama, tragičnoj obiteljskoj priči Zorice Posarić koja prepoznaje ekshumirano tijelo svoga sina po zlatnom lančiću i križu oko vrata, redatelj Miroslav Mikuljan snimio je dokumentarni film Priča o zlatnom lančiću.

## Glumci
- Goran Bogdan kao Tomo
- Alan Katić kao Miro
- Marko Cindrić kao Crni
- Dražen Mikulić kao Božo
- Marinko Prga kao Pero
- Darko Milas kao Đero
- Jan Kerekeš kao Kruno
- Slaven Španović kao Marko
- Alen Liverić kao Izviđač
- Ivan Ožegović kao Mali
- Samir Vujčić kao Zapovjednik
- Hrvoje Vladisavljević kao Andro
- Slaven Knezović kao Zvonko
- Asim Ugljen kao Vinko
- Luka Peroš kao Franjo

## Produkcija
HRT je iskazao namjeru snimiti filmove o najvažnijim bitkama u Domovinskom ratu. U vrijeme snimanja filma HRT ima već šest otkupljenih scenarija, od kojih je Broj 55 prvi u nizu.
Film je utemeljen na istinitom događaju, snimljen uz slobodnu umjetničku interpretaciju, u organizaciji produkcijske kuće Telefilm za Hrvatsku radioteleviziju, koja je vlasnik svih prava. Snimanje je započelo 1. listopada 2013. u selu Ruča, pokraj Velike Gorice. Producent Stanislav Babić naglasio je da se ne radi o studijskom filmu, nego o projektu. Na 45 dana uzurpirali su selo, ugasili rasvjetu kako bi vjernije prikazali noćnu atmosferu ratnih Kusonja, a iseljena je i farma od oko 180 posavskih konja (zbog buke), te otkupljena kuća koja je tijekom snimanja i srušena. Oklopni transporter je pravi, rekonstruiran za potrebe snimanja, a na susjednoj kući ispisan je četnički grafit kakav se nalazio i na obližnjoj kući u Kusonjama.
Kristijan Milić, redatelj, naglasio je kako je atmosfera tijekom snimanja bila odlična, glumci su se dobro pripremili za svoje uloge, a film će imati i mnogo specijalnih efekata, što se u hrvatskim filmovima do sada nije koristilo u tolikoj mjeri. Zbog uporabe većih količina različite pirotehnike na snimanju je bio dežuran i liječnik.

## Prikazivanje
Premijera filma održana je 19. studenoga 2014. u zagrebačkom Arena centru, kao premijera prvog pravog ratnog akcijskog filma o Domovinskom ratu kojeg je za Hrvatsku radioteleviziju snimila produkcijska kuća Telefilm. Zanimanje za premijeru očituje se u velikim redovima ispred dvorane, zbog čega su mnogi stajali u dvorani jer su bila popunjena sva sjedeća mjesta. Na početku filma predstavila se filmska ekipa na čelu s redateljem, koja je pozdravljena ovacijama, a nazočni su bili predstavnici i članovi brojnih braniteljskih udruga.
Prikazivao se u 27 hrvatskih kinodvorana i zaradio malo više od 56.000 dolara. Pogledalo ga je oko 15.000 ljudi.

## Kritike
Kritike su bile jednoglasno pozitivne, a podjednako je jako istican manjak dobrih ratnih filmova u hrvatskoj filmografiji. U recenziji pod imenom "Carpenter iz našeg sokaka" uvod u recenziju glasi:
Kritiku završava s: Ovaj film podsjetio nas je da Domovinski rat nije puka mistifikacija, izvor domoljubnog patosa i dnevnopolitičkog kiča, već istinski dramski rudnik s neiscrpnim bogatstvom tema, motiva, priča, događaja, anegdota i likova pored kojeg su domaći filmaši četvrt stoljeća prolazili kao pored turskog groblja. Ajde, fala HRT-u da ga je netko konačno počeo iskopavati.
Film o zlu ne govori o pčelama i cvijeću: Spoj takvog scenarija, kratkih dijaloga, pucnjave toliko da nekog osjetljivog mogu zaboljeti uši, atmosferična glazba koje ima taman toliko da se Broj 55 nikako ne može nazvati patetičnim, nego zbog spomenute pucnjave, britkih dijaloga i realnosti radnje upotpunjene brojnim krupnim kadrovima, kreira brutalno istinit film. Istinit jer je sukladan činjenicama, brutalno istinit jer ne ublažava rječnik hrvatskih ratnika, buku rata ili njihovu brutalnu smrt. Poruka o potrebi snimanja filmova o Domovinskom ratu nalazi se i ovdje:
O samome filmu u superlativima: S tehničke strane gledano, film je besprijekoran. ... Glumački je više nego solidno popunjen ... Kad se na sve to pridoda protočna Milićeva režija, koja jako dobro spaja akciju s dramaturškim nabojima, scenarij koji je očišćen od svih nepotrebnih stvari kao što su patetika ili crtanje očitih stvari te vizualni dojam na razini stranih produkcija, nije nikakvo iznenađenja da je Broj 55 postao nešto kao minijaturni fenomen u našoj kinematografiji, izazvavši pažnju čak i prije redovitog prikazivanja. Bilo bi lijepo da ovakvi projekti dolaze redovitije i da postanu konstanta u kinima, a ne iznimka od pravila koja se događa svake prijestupne godine. Kako je nedavno bila godišnjica stradavanja pravih branitelja, ovaj tekst jednim dijelom ide i kao sjećanje na njih, ali i poziv da se film odgleda na velikom platnu jer će time doživljaj biti veći i bolji.
Jedina kritika pola-pola je sljedeća: Mora se priznati, film je zanatski i profesionalno, dramaturški, konačno i emotivno na vrlo visokoj razini. Pripovijest snimljena prema istinitom događaju ima potrebitu filmičnost u žanru punokrvnog akcijskog filma. Djelo je to koje u svim svojim segmentima zadovoljava žanrovske zakonitosti, pa i više od toga. Kritika završava: Na kraju, ipak moram reći (kao svojevrsni apatrid u zemlji u kojoj sam se rodio, a sve ju manje prepoznajem kao svoju) da, ipak, ne shvaćam konačnu idejnu potku filma. Komu i čemu je ona usmjerena? Kakva je poruka filma i kako nas kao gledatelje kani poučiti? Govori li mi ona danas protiv nasilja/zlosilja, osvete, netrpeljivosti i mržnje? Samoproglašeni apatrid ne razumije poruku filma koji vjerno prikazuje jedan događaj iz ratne 1991. godine? 
Promašaj ovog nerazumijevanja donosi recenzija naslova "Napeti film bez nacionalističkog pametovanja", koja je kritičnija prema filmu, ali naglašava nepostojanje ikakve domoljubne patetike i politiziranja: Naime, neke od najboljih stvari u vezi Milićevog akcijskog filma, koji se temelji na istinitoj priči s početka rata, zapravo su one kojih u filmu nema. To su jeftino politiziranje, objašnjavanje 'povijesnih istina', nacionalističko dociranje i sve ono što je bilo standard u hrvatskom filmu devedesetih. Pritom je posve jasno tko se u 'Broju 55' brani (hrvatska policija), a tko napada (JNA, četnici), ali Miliću je na prvom mjestu akcija, odnosno nepodnošljiva napetost i stres ratne borbe te kaosa koji nemilosrdna pucačina proizvodi u ljudima i oko njih. 'Broj 55' utoliko je vrlo napet film s odličnim montažnim ritmom, ali mu za vrhunsku akciju nedostaje ključni element, a to je režiserska kontrola nad prostorom u filmu, kao i njegovo koherentno predstavljanje.
Strane kritike su podjednako pohvalne: "U tehničkom smislu, film je impresivan. Osim scena okršaja koje rabe puno specijalnih efekata (moglo bi se reći da se cijeli film sastoji uglavnom od pucnjave, što polako postaje stalna zvučna pozadina), tu je puno raznovrsnog kamermanskog rada - od očekivane ručne i širokokutne snimke, do vrlo učinkovitoga korištenju kamera na kacigama vojnika - čime se gledatelj nalazi usred akcije i podiže adrenalin."
B92 donosi: I dok se tokom prve polovine filma gledaocu servira prvoklasna akcija, ne i mnogo više, s vremenom se poistovećivanje sa junacima ostvaruje mnogo efikasnije, a ljudske priče do kraja filma dobijaju prednost. Suprotno očekivanjima, negativci kao takvi jasno ne postoje (osim prepoznavanja nekoliko sterotipa u prikazivanju srpskih vojnika), već su jednostavno prikazani kao suprotstavljena strana. Donosi se i izjava redatelja Kristijana Milića: "Redatelj Milić ne smatra da bi tematika filma mogla da bude toliko problematična u Srbiji, ponajviše zbog žanra priče i akcenta na likove u ratu, a ne na rat i ratne neprijatelje. „Kod nas je za vrijeme rata bio veoma popularan film 'Lepa sela lepo gore'. Znači, za vrijeme rata, dok smo još bili u uniformama, gledali smo film o protivničkoj strani i poistovjećivali se sa junacima. Film je dovoljno jak medij da to može podnijeti“, smatra on."
Milić je kao redatelj bio svjestan da je gotovo nemoguće snimiti film o tako osjetljivoj temi, a da svi budu zadovoljni. Ne mora se film svima svidjeti, nekome će biti dobar, nekome loš, to je normalno i kod puno boljih filmova, pa i ja kao gledatelj kritiziram druge filmove, kazao je za HRT.

## Nagrade
Broj 55 je s 8 osvojenih zlatnih arena apsolutni pobjednik 61. pulskog filmskog festivala. Velika zlatna arena za najbolji film dodijeljena je redatelju Kristijanu Miliću "za film produciran po najvišim profesionalnim standardima i film koji daje autentičan i emotivan prikaz stvarnog događaja iz Domovinskog rata". Milić je dobio i Zlatnu arenu za režiju, "za majstorsko uprizorenje i vještu režiju kompleksnih akcijskih situacija i velikog glumačkog ansambla". U kategoriji scenarista, zlatnu arenu dobio je Ivan Pavličić, "za jasnu narativnu strukturu i direktnu karakterizaciju odnosa unutar grupe u ekstremnoj situaciji". Veljko Segarić dobitnik je arene "za zanatski vještu montažnu izvedbu akcijskog filma visokih tenzija", a u kategoriji scenografije Damir Gabelica "za briljantnu snalažljivost i autentičnu izvedbu koristeći se pritom vrlo bazičnim scenografskim elementima". Film je osvojio i Arenu za kostimografiju, "zbog doprinosa karakterizaciji likova kroz suptilan i autentičan dizajn ratnih odora", koja je dodijeljena Vedrani Rapić. "Za realističnu rekonstrukciju ratne konfuzije i agonije" Zlatna arena dodijeljena je Branku Repalustu i Kristijanu Mršiću u kategoriji specijalnih efekata. Zlatna arena za masku dodijeljena je Ani Bulajić Črček, "za bolno realističnu, nenametljivu i raznoliku masku vojnika u situaciji gerilske borbe". Film nije osvojio nagradu publike Zlatna vrata Pule, iako je bio vrlo blizu. Završio je na drugom mjestu s ocjenom 4,61. Bolji od njega bio je Šegrt Hlapić s ocjenom 4,68.
Krajem listopada 2014. Kristijanu Miliću je u Koprivnici svečano dodijeljena Velika zlatna plaketa – Da se ne zaboravi Udruge hrvatskih branitelja Domovinskog rata 91.

## Ekranizacija
Hrvatska radio televizija planirala je snimiti 12 igranih filmova na temu Domovinskoga rata. Ideja za taj serijal nastala je još 2009. godine. Tad su Kristijanu Miliću taj posao povjerili ondašnji direktor programa Domagoj Burić i redatelj Branko Schmidt, uz svesrdnu podršku ondašnjeg urednika Dramskog programa Dražena Siriščevića. Preporuka je bila da se obuhvati cijela Hrvatska – od Dubrovnika do Vukovara, a dogovoreno je da će filmovi biti temeljeni na istinitim događajima. Za nešto više od godinue scenaristi Robert Roklicer, Marko Marković i Ivan Pavličić pripremili su šest od planiranih 12 scenarija. Broj 55 je jedan od njih, a ostali su u svezi s Vukovarom, Nuštrom, akcijom Orkanom, Maslenicom te Olujom. Završnoj akciji HV-a posvećen je film pod naslovom Zastava. Scenariji su prihvaćeni i odobreni, a autori su dobili pohvale i nagrade, no onda je na tome sve stalo. U planu je bila ekranizacija još događaja: obrane Gospića, Rujanski rat i obrana Šibenika, povijesna bitka za Srđ, akcija Bljesak, tenkovska bitka za Karlovac te osvajanje Velebita i ulazak u Knin.

## Vanjske poveznice

### Mrežna sjedišta
- Broj 55 u internetskoj bazi filmova IMDb-a